# 彼得罗斯·齐齐帕斯
彼得罗斯·齐齐帕斯（希臘語：Πέτρος Τσιτσιπάς, 發音：[ˈpetros t͡sit͡siˈpas]；2000年7月27日—）是一位希臘男網球運動員，是著名希臘男網球員斯特凡诺斯·齐齐帕斯的弟弟。
他代表希臘出戰台維斯盃，戰績為8勝5負。

## 外部連結
- 彼得罗斯·齐齐帕斯（英文/西班牙文）的官方資料